# 2134 Dennispalm
2134 Dennispalm је астероид главног астероидног појаса са средњом удаљеношћу од Сунца која износи 2,639 астрономских јединица (АЈ).
Апсолутна магнитуда астероида је 11,5.